# I LOVED YESTERDAY
『I LOVED YESTERDAY』（アイ・ラブド・イエスタデイ）は、日本のシンガーソングライター・YUIが2008年4月9日にSTUDIOSEVEN Recordingsから発売した3枚目のオリジナルアルバムである。

## 内容
前作『CAN'T BUY MY LOVE』から1年ぶりのオリジナルアルバム。
初回生産限定盤と通常盤の2形態で発売され、初回生産限定盤には特典として「Good-bye days」「I remember you」「Rolling star」「CHE.R.RY」のミュージック・ビデオと、日本武道館で開催されたワンマンライブ『YUI Live 2007 at Nippon Budokan』の一部楽曲の映像を収録したDVDが同梱された。

## 収録曲
| 全作詞: YUI。 |                     |           |           |           |                        |      |
| #             | タイトル            | 作詞      | 作曲      | 編曲      | ストリングスアレンジ   | 時間 |
| 1.            | 「Laugh away」      | YUI       | YUI       | northa+   | Ittetsu Gen Strings    | 4:19 |
| 2.            | 「My Generation」   | YUI       | YUI       | northa+   |                        | 3:53 |
| 3.            | 「Find me」         | YUI       | YUI       | northa+   |                        | 3:35 |
| 4.            | 「No way」          | YUI       | COZZi     | COZZi     |                        | 1:16 |
| 5.            | 「Namidairo」       | YUI       | YUI       | northa+   |                        | 3:33 |
| 6.            | 「Daydreamer」      | YUI       | COZZi     | COZZi     |                        | 3:34 |
| 7.            | 「Love is all」     | YUI       | YUI       | northa+   |                        | 4:24 |
| 8.            | 「I will love you」 | YUI       | COZZi     | COZZi     |                        | 4:21 |
| 9.            | 「We will go」      | YUI       | YUI       | northa+   |                        | 3:02 |
| 10.           | 「OH YEAH」         | YUI       | YUI       | northa+   |                        | 3:12 |
| 11.           | 「My friend」       | YUI       | YUI       | SHIGEZO   | Crusher Kimura Strings | 3:13 |
| 12.           | 「LOVE & TRUTH」    | YUI       | YUI       | northa+   |                        | 4:18 |
| 13.           | 「Am I wrong?」     | YUI       | YUI       | northa+   |                        | 3:35 |
| 合計時間:     | 合計時間:           | 合計時間: | 合計時間: | 合計時間: | 46:15                  |      |

### 解説
1. Laugh away
今作のリード曲。江崎グリコ『ウォータリングキスミントガム』のCMソングに起用され[2]、今作発売に先駆けて3月10日に着うた、3月19日に着うたフルが配信された[3]。今作発売後に同一ストーリーの女性目線で書かれた楽曲「SUMMER SONG」が発表された[4]。
後にベストアルバム『GREEN GARDEN POP』にも収録された。
2. My Generation
両A面からなる、メジャー9thシングルの表題1曲目。
3. Find me
4. No way
5. Namidairo
メジャー11thシングルの表題曲。
6. Daydreamer
7. Love is all
8. I will love you
9. We will go
10. OH YEAH
フジテレビ系列『めざにゅ〜』のテーマソングに起用された[5]。
後にベストアルバム『ORANGE GARDEN POP』にも収録された。
11. My friend
12. LOVE & TRUTH
メジャー10thシングルの表題曲。
13. Am I wrong?

## 参加ミュージシャン
- YUI：Vocal & Chorus & Guitar (全曲)

Support Musician
- northa+：Guitar & Programming (#1〜3,5,7,9,10,12,13)、Bass (#1〜3,5,7,9,10,11,13)
- COZZi：Guitar & Bass & Programming (#4,6,8)
- SHIGEZO：Guitar & Programming (#11)
- Yu：Guitar (#11)
- 古川昌義：Guitar (#12)
- 葛岡みち：Piano (#11)
- 佐治宣英：Drums (#11)
- そうる透：Drums (#12)
- 四家卯大ストリングス：Strings (#5,12)

## タイアップ
- 江崎グリコ『ウォータリングキスミントガム』CMソング (#1)
- テレビ朝日系列金曜9時枠ドラマ『生徒諸君!』主題歌 (#2)
- テレビ朝日系列金曜9時枠ドラマ『赤川次郎ミステリー 4姉妹探偵団』主題歌 (#5)
- フジテレビ系列朝の情報番組『めざにゅ〜』2008年4月〜9月度テーマソング (#10)
- 東宝配給映画『クローズド・ノート』主題歌 (#12)